# Efraim Sonnenschein
Efraim Sonnenschein (ur. 15 grudnia 1890 r. w Czortkowie – zm. 1943 r. w Warszawie) – ostatni rabin gminy żydowskiej w Bydgoszczy, doktor filozofii.
Stanowisko rabina w Bydgoszczy objął 12 grudnia 1921 r. Był rabinem gminy żydowskiej w Bydgoszczy w latach 1921–1939 i w Inowrocławiu w latach 1933–1935. Miał duże wpływy w miejscowych organizacjach żydowskich. Przez lata był w konflikcie z zarządem gminy. Kwestionowano jego zaangażowanie religijne, wytykano mu skłonność do konfliktów i zawyżone wymagania finansowe. Rabin Sonnenschein pisał artykuły do gazet żydowskich. Zginął w warszawskim getcie.